# Mary Kate Wiles
Mary Kate Wiles est une actrice américaine née le 28 mars 1988 à Fayetteville en Arkansas.

## Filmographie

### Cinéma
- 2007 : Into the Night : Chloé
- 2008 : Ridiculously Emo : Brenda
- 2009 : Lovebot : Sarah
- 2010 : Dark Woods : Alicia Larch
- 2011 : Harems : la princesse
- 2011 : Tron: The Next Day : supportrice de Flynn Lives
- 2011 : Prism : Nessa
- 2011 : Nefarious: Merchant of Souls : une prostituée
- 2011 : Elliott : Audrey
- 2012 : Dreamworld : Lily Bush
- 2012 : The Newest Pledge (en) de Jason Michael Brescia (en) : Vanessa
- 2013 : Murder in the Dark : Taylor
- 2014 : Bridge and Tunnel : Christine Goodrich
- 2014 : The Sound and the Shadow : Ally
- 2014 : Hello, My Name Is Frank : Kim

### Télévision
- 2010 : Looking for Grace : la fille mystérieuse
- 2011 : Asst: The Webseries : Erica Morrison (5 épisodes)
- 2011 : Awkward Universe : Megan (1 épisode)
- 2012-2013 : The Lizzie Bennet Diaries : Lydia Bennet (32 épisodes)
- 2012-2013 : Squaresville : Zelda (31 épisodes)
- 2013 : The Middle : Beth (1 épisode)
- 2013 : School of Thrones : Sansa Stark (3 épisodes)
- 2016 : Edgar Allan Poe's Murder Mystery Dinner Party : Annabel Lee (10 épisodes)